# Municipio de San Sebastián Teitipac
El municipio deSan Sebastián Teitipac  (en náhuatl: tetl, itl ‘piedra, encima’ Encima o sobre de la piedra’) es uno de los 570 municipios que conforman al estado mexicano de Oaxaca. Pertenece al distrito de Tlacolula, dentro de la Región valles centrales. Su cabecera es la localidad de San Sebastián Teitipac.
Está localizado a 29 Kilómetros de la Ciudad de Oaxaca, sobre la carretera 190 rumbo Tlacolula.

## Historia
El pueblo fue fundado cerca del año 1370 por descendientes  del pueblo zapoteco. Anteriormente también fue conocido como "San Sebastián de las Flores", nombre dado por las abundantes flores que se encontraban en toda la población, a causa de  un nacimiento de agua natural que corría a lo largo de la comunidad.

## Geografía
El municipio abarca 30.586 km² y se encuentra a una altitud promedio de 1600 m s. n. m., oscilando entre 2600 y 1600 m s. n. m.
Colinda al este con Santa Cruz Papalutla, al noroeste San Agustín de las Juntas; al norte San Sebastián Abasolo; al oeste San Bartolo Coyotepec; al sur Santo Tomás Jalieza, y al sureste San Juan Teitipac.

### Hidrografía
Cuenta con 2 ríos, el Río Seco y Río Grande, este último forma parte de la subcuenca del río Atoyac-Oaxaca.

## Demografía
De acuerdo al INEGI en 2020, en el municipio habitan 2,189 personas, repartidas entre 8 localidades, las cuales son  San Sebastián Teitipac, la agencia de policía de San Antonio Buenavista, Rancho Israel, Camino Real, Camino al Zapotal, las Canteras (Paraje), Rancho del Rey y Guelaxhona. En la comunidad se tiene 486 personas que hablan la lengua indígena zapoteco.

## Economía
La activad principal es la agricultura, la mayor parte de la población se dedica al campo, donde se siembra maíz, frijol y garbanzo.

### Artesanías
Los artesanos trabajan la piedra cantera para elaborar metates , molcajetes, adornos y piezas de uso propio de la población. También se elaboran piezas a partir del carrizo como son los canastos y Chiquihuites.

## Política
El municipio de San Sebastián Teitipac se rige mediante el sistema normativo indígena, en el cual se elige gobernantes cada tres años de acuerdo a los usos y costumbres de la población.

## Costumbres y Tradiciones

### Fiestas
En la comunidad se celebran diferentes fiestas y mayordomías, siendo las más relevantes la fiesta patronal del 20 de enero en honor a San Sebastián Mártir y la fiesta del 8 de diciembre, las cuales inician con el recorrido de la calenda por las principales calles de la población, al siguiente día con la quema de fuegos pirotécnicos, durante los días posteriores con jaripeo ranchero y se cierra con un baile popular.
Otro evento importante es la fiesta de día de muertos, donde se acostumbra a poner los altares con ofrendas a los difuntos, acompañados de flor de cempasúchil y borla, la visita y convivencia en el panteón municipal donde se adorna con flores y veladoras, amenizada con música y venta comida y antojitos regionales.

### Gastronomía
Entre los diversos platillos de esta región se encuentran el Mole y el Higadito, la elaboración tradicional de chocolate, la salsas de molcajete, el tejate que es preparado en metate que los artesanos de la comunidad elaboran. El champurrado, el nicuatole, tamales de hoja de plátano y demás platillos a base de maíz.

## Monumentos históricos

### Iglesia de San Sebastián Teitipac
En el centro de la población se encuentra la Igljs jd xk 
esia en honor de San Sebastián que data del siglo XVII, cuyo atractivo principal es el color rojo moteado de la cantera.

### Zona Arqueológica El Popote
El Popote cuenta con restos de un asentamiento prehispánico con dos componentes culturales, procedentes de las fases Monte Albán II y Monte Albán V. Está formado por estructuras monumentales asociadas con material lítico cerámico así como tumbas prehispánicas.